# Svetoslav Todorov
Svetoslav Todorov (în bulgară Светослав Тодоров; n. 30 august 1978 în Dobrich, Bulgaria) este un fost fotbalist bulgar care a jucat la echipa națională a țării sale pe postul de atacant. Todorov este cel mai bun marcator al lui Litex Loveci din toate timpurile din Prima Ligă a Bulgariei.

## Cariera pe echipe

### Primii ani
Todorov și-a început cariera la clubul bulgar de prima divizie Dobrudzha Dobrich în 1996-1997, marcând de două ori în douăsprezece meciuri. Apoi a ajuns la câștigătoarea celei de-a doua ligi din anul anterior, Litex Lovech, unde a marcat 34 de goluri în 70 de meciuri pe parcursul a patru sezoane. Forma lui a atras atenția cluburilor engleze și, după încercări cu Preston North End și West Ham United, s-a alăturat echipei West Ham în ianuarie 2001. În timp ce a jucat în Bulgaria a fost un jucător care lua rar cartonașe, fiind eliminat o singură dată, pe 13 mai 2000, într-o partidă cu Spartak Varna scor 0-1 într-un meci din PFG A.

### West Ham United
Todorov a semnat cu echipa West Ham în ianuarie 2001, pentru o sumă de transfer de 500 000 de lire sterline, care putea crește la 2 milioane de lire sterline, în funcție de numărul de meciuri jucate. El și-a făcut debutul într-o înfrângere cu 3-0 cu Liverpool și a marcat primul său gol pentru club în al treilea joc, o înfrângere cu 3-2 acasă în Cupa Angliei cu Tottenham și apoi a marcat primul gol în campionat împotriva lui Middlesbrough. Cu toate acestea, după ce antrenorul Harry Redknapp a plecat de la club în mai 2001, Todorov nu a intrat în grațiile noului antrenor și a jucat doar opt meciuri sub noul antrenor Glenn Roeder în sezonul 2001-2002.

### Portsmouth
Todorov a semnat cu Portsmouth în martie 2002 pentru 750.000 de lire sterline, avându-l lângă el la conferința de presă pe directorul sportiv Harry Redknapp, care l-a adus la West Ham. Redknapp l-a descris ca fiind „un fotbalist foarte inteligent [care] va crea o concurență bună în atac". El a fost eliminat pentru comportament nesportiv în cel de-al doilea meci jucat pentru Portsmouth, o înfrângere cu 2-0 la Preston și a jucat un singur meci în sezonul 2001-2002. A devenit titular în prima echipă din sezonul 2002-2003, făcând 45 de apariții în campionat și marcând 26 de goluri, inclusiv un hat-trick în meciul final al sezonului împotriva lui Bradford City, cu Portsmouth câștigând al doilea eșalon al fotbalului englez, promovând astfel în Premier League. El a fost cel mai bun marcator al sezonului anterior, depășindu-l pe David Johnson de la Nottingham Forest cu hat-trick-ul marcat în ultima zi a sezonului; Redknapp a declarat că: „Todorov a avut un sezon grozav. El este golgheter în Prima Divizie după golurile de astăzi. L-am cumpărat de la vechiul meu club West Ham și a avut multe de îndurat de la început. . . El s-a descurcat minunat, dovedind că este un mare jucător.” Todorov a semnat un nou contract pe trei ani cu Portsmouth în iulie 2003.
Cu câteva zile înainte de începerea sezonului de Premier League, Todorov s-a accidentat grav, suferind o ruptură de ligament încrucișat anterior la genunchi în urma unor accidentări suferite la antrenamente. Această accidentare a necesitat o intervenție chirurgicală la genunchi și se aștepta să piardă tot restul sezonului 2003-2004. El a revenit în februarie 2004, jucând pentru echipa de rezerve a lui Portsmouth și a revenit la prima echipă într-un meci cu Liverpool. El a jucat un singur meci pentru Portsmouth în Premiership în timpul sezonului 2003-2004 și a necesitat o nouă intervenție chirurgicală la genunchi în mai 2004, din cauza căreia a ratat Campionatul European din 2004 și întregul sezon 2004-2005. El a semnat un nou contract în august 2005 și, după ce a jucat foarte puțin în ultimele două sezoane, a fost oferit drept împrumut pentru a-și recăpăta forma fizică. În cele din urmă, el a rămas la Portsmouth și a fost folosit în principal ca rezervă în sezonul 2005-2006. El a marcat golul victoriei împotriva lui West Bromwich Albion în al doilea meci al lui Harry Redknapp de la revenirea la Portsmouth, în decembrie 2005 și a marcat goluri cruciale împotriva lui West Ham, Blackburn Rovers și Sunderland, care au ajutat-o pe Portsmouth să evite retrogradarea.
După ce a înscris de două ori pentru Portsmouth în primele trei meciuri din sezonul 2006-2007, Todorov a fost împrumutat echipei Wigan Athletic în august 2006 sub formă de împrumut pentru un sezon. Antrenorul de la Wigan, Paul Jewell, l-a descris ca fiind „un atacant veritabil care trăiește pentru a introduce mingea în plasă”. Cu toate acestea, el a jucat în doar cinci meciuri pentru Wigan, fără să marcheze, și a revenit la Portsmouth în ianuarie 2007. El a jucat din nou în sezonul 2006-2007, intrând pe teren din postura de rezervă în meciul cu Fulham din martie 2007.

### Charlton Athletic
După ce nu s-a mai impus la Portsmouth în sezonul 2006-2007, Todorov a ajuns la echipa Charlton Athletic în luna iulie a anului 2007, care nu a plătit nimic pe el și cu care a semnat un contract pe un an. Primul gol în campionat pentru Charlton l-a marcat împotriva rivalei din Londra Crystal Palace în septembrie 2007 dar după ce a suferit o accidentare la genunchi în meciul cu Plymouth din octombrie 2007, Todorov a lipsit în restul sezonului 2007-2008. El a semnat un nou contract pe un an în iunie 2008, dar nu a primit un nou contract la sfârșitul sezonului 2008-2009.

### Litex Loveci
A semnat cu fostul său club Litex Loveci în calitate de jucător liber de contract la 16 iulie 2009. Pe 8 august 2009, a marcat întoarcerea sa în Prima Ligă a Bulgariei cu un gol marcat în minutul 89, după ce a intrat în locul lui Ivelin Popov în victoria cu 5-0 victoria cu Lokomotiv Mezdra. La 25 octombrie 2010, Todorov a înscris un gol în ultimul minut împotriva lui Levski Sofia pentru a-și ajuta echipa să câștige cu 2-1. În ianuarie 2011, Todorov a fost ales de fanii lui Litex drept cel mai bun jucător al clubului pentru anul 2010. Pe 12 iulie 2011, el a marcat de două ori reușind să-și ajute echipa să câștige cu 2-1 împotriva echipei muntenegrene Mogren în meciul din primul tur preliminar al Ligii Campionilor 2011-2012. Todorov a părăsit clubul în vara anului 2012.

### Hoverla Ujgorod
La sfârșitul lunii august 2012, a semnat un contract pe un an cu nou promovata FC Hoverla Ujorogd din Prima Ligă Rusă. Todorov și-a făcut debutul pentru FC Hoverla Ujgorod pe 31 august 2012, în victoria scor 2-1 cu Tavria Simferopol și a jucat ultimul meci din cariera sa profesională la 24 noiembrie, în deplasare scor 1-5 împotriva lui Șahtior Donețk. A părăsit echipa în ianuarie 2013 și, mai târziu, și-a anunțat retragerea.

## Viața personala
Todorov este căsătorit cu Severina și are un fiu.